# Apodrepanulatrix integraria
Apodrepanulatrix integraria är en fjärilsart som beskrevs av Walker 1861. Apodrepanulatrix integraria ingår i släktet Apodrepanulatrix och familjen mätare. Inga underarter finns listade i Catalogue of Life.